# هوبير لاثام
هوبير لاثام (13 سبتمبر 1932 - 22 مايو 2017) (بالإنجليزية: Hubert Latham)‏ هو لاعب كريكت بريطاني.